# Diocese de Azogues
A Diocese Azogues (em latim: Dioecesis Azoguensis) é uma diocese localizada na cidade de Azogues, na província eclesiástica de Cuenca, no Equador. Foi criada em 26 de junho de 1968, a partir do território da Arquidiocese de Cuenca, pela bula papal do Papa Paulo VI.

## História
Em novembro de 1963, começaram os trabalhos para a criação da diocese.
Manuel Serrano, em resposta a um pedido formal aceite pelo presidente da Câmara de Azogues, Julio Jaramillo Arízaga, criou o vicariato episcopal de Cañar, com sede em Azogues. Em 10 de junho de 1967, José Gabriel Díaz Cueva foi nomeado vigário episcopal.
A diocese foi erigida em 26 de junho de 1968 com a bula Quo magis Christi fidelium do Papa Paulo VI, obtendo o território da arquidiocese de Cuenca. Originalmente era composta por dois vicariatos: Azogues e Cañar. O primeiro bispo da diocese foi José Gabriel Díaz Cueva, eleito em 26 de junho de 1968.
Em 12 de outubro de 1970, com a carta apostólica Quae sit Azoguensis, o Papa Paulo VI proclamou a Bem-Aventurada Virgem Maria, venerada com o título de Imaculado Coração, como principal padroeira da diocese.

## Prelados
Bispos:
|        | Nome                                | Período    | Notas                            |
| Bispos | Bispos                              | Bispos     | Bispos                           |
| ------ | ----------------------------------- | ---------- | -------------------------------- |
| 5º     | Oswaldo Patricio Vintimilla Cabrera | 2016-atual |                                  |
| 4º     | Carlos Anibal Altamirano Argüello   | 2004–2015  |                                  |
| 3º     | Clímaco Jacinto Zarauz Carrillo     | 1990–2004  |                                  |
| 2º     | Raúl Eduardo Vela Chiriboga         | 1975–1989  | Nomeado Bispo Militar do Equador |
| 1º     | José Gabriel Díaz Cueva             | 1968–1975  |                                  |